# Hermann Frischbier
Hermann Frischbier (* 10. Januar 1823 in Königsberg i. Pr.; † 8. Dezember 1891 ebenda) war ein deutscher Lehrer und Landeskundler Ostpreußens.

## Leben
Nachdem er 1842 die Prüfung am Lehrerseminar bestanden hatte, war Frischbier Lehrer in Guttstadt und Heilsberg und seit 1853 in Königsberg. Von 1872 bis 1889 war er Rektor der Altstädtischen Mädchenschule.
In einem plattdeutsch sprechenden Maurerhause aufgewachsen, war er mit der Sprache und den Sitten und Gebräuchen der Ostpreußen vertraut. Seine Abhandlungen erschienen in den Altpreußischen Monatsschrift, der Zeitschrift für deutsche Philologie, in Die deutschen Mundarten, im Korrespondenzblatt des Vereins für niederdeutsche Sprachforschung, in den Wissenschaftlichen Monatsblättern und in den Volkskunde-Zeitschriften Am Urdsbrunnen und Am Urquell. Mit zahlreichen Mitarbeitern förderte Frischbier die preußische Volkskunde wesentlich.

„Durch sie (Frischbiers Werke) ist der Schatz des altpreußischen Volkes an Sprichwörtern, Reimen und Provinzialismen im großen und ganzen erschöpft.“

Der Masure Jan Karol Sembrzycki rühmte Frischbiers Einsatz für die polnische Volkskunde – auch „in Zeiten der grimmigsten Polenfresserei“ –, obwohl Frischbier die polnische Sprache kaum beherrschte.

## Ehrungen
- Königlicher Kronen-Orden (Preußen)
- Frischbierweg, Querstraße der Juditter Allee in Königsberg[1]

## Werke
- Preußische Sprichwörter und volkstümliche Redensarten. 2 Bde. Königsberg 1864/76 (Digitalisat; Digitalisat).
- Preußische Volksreime und Volksspiele. Königsberg 1867 (urn:nbn:de:bvb:12-bsb10108320-0).
- Hexenspruch und Zauberbann. Ein Beitrag zur Geschichte des Aberglaubens in der Provinz Preußen. Königsberg 1870 (Digitalisat).
- Preußische Volkslieder in plattdeutscher Mundart. Königsberg 1877
- Preußisches Wörterbuch, 2 Bde. Königsberg 1882/83 (Digitalisat; Digitalisat).
- Hundert ostpreußische Volkslieder in hochdeutscher Sprache. Königsberg 1893